# Sam y otros cuentos de animales
Sam y otros cuentos de animales (en inglés Sam and Other Animal Stories) es un libro de cuentos del escritor estadounidense Noah Gordon publicado en 2002. Según sus palabras, lo escribió para concienciar a los niños del efecto de la presión humana sobre los animales.